# Dingliches Recht (Deutschland)
Als dingliche Rechte werden in der deutschen Rechtswissenschaft diejenigen Rechte bezeichnet, die sich auf Gegenstände beziehen. Sie wirken gegenüber jedermann und stellen damit im Rahmen des Absolutheitsprinzips absolute Rechte dar.

## Allgemeines
Am bedeutsamsten sind die dinglichen Rechte, welche die rechtliche Zuordnung von Sachen (vgl. § 90 BGB) zu Personen betreffen. Eine Untermenge der dinglichen Rechte stellen die subjektiv-dinglichen Rechte dar. Bei ihnen handelt es sich um Rechte, die nur dem jeweiligen Eigentümer eines Grundstücks zustehen (z. B. Grunddienstbarkeit), aber sonst niemandem.
Das Sachenrecht ist im 3. Buch des BGB (ab § 854 BGB) erfasst. Dingliche Rechte entstehen aber auch außerhalb des Sachenrechts des BGB. So ist zum Beispiel das Urheberrecht des Werkschöpfers ebenfalls ein dingliches Recht. Als von der Rechtsgemeinschaft geschützte Rechtsposition des einzelnen Rechtsinhabers ist das dingliche Recht mithin ein Fall des subjektiven Rechts.

## Eigentum
Das praktisch bedeutsamste Beispiel für ein dingliches Recht ist das Eigentum. Die Sache wird dem Rechtsinhaber zu seinem Eigentum zugewiesen, so dass dieser nach seinem Belieben mit der Sache verfahren und jeden Dritten von der Einwirkung ausschließen darf (vergl. § 903 BGB). Wie jedes subjektive Recht kann aber auch das Eigentumsrecht nicht schrankenlos gewährt werden, was das Gesetz auch dadurch zum Ausdruck bringt, dass die Ausübung des Eigentumsrechts an entgegenstehenden gesetzlichen Bestimmungen oder Rechten Dritter seine Grenze findet. Zu dieser privatrechtlichen Einschränkung kommt noch die verfassungsrechtliche Sozialbindung des Eigentums (Art. 14 Abs. 2 GG) hinzu.

### Wohnungseigentum
Das Wohnungseigentum ist eine Sonderform des Grundeigentums. Es ist das Miteigentum an einem Grundstück, das mit dem Sondereigentum an einer Wohnung verbunden ist. Gesetzlich geregelt ist es im Wohnungseigentumsgesetz (WEG).

### Teileigentum
Das Teileigentum ist gemäß § 1 Abs. 3 WEG das Bruchteilseigentum an einem Grundstück, das mit dem Sondereigentum an nicht zu Wohnzwecken dienenden Räumen verbunden ist (z. B. Büroräume).

## Beschränkte dingliche Rechte
Vom absoluten Eigentumsrecht ist noch eine Anzahl von Rechten abgeleitet, die – im Verhältnis zum Eigentum – nur mit begrenzten Rechten ausgestattet sind.

### Allgemeines
Die beschränkten dinglichen Rechte sind vom Eigentum abgespalten und haben sich rechtlich verselbständigt. Diese gewähren dem Rechtsinhaber nur einen beschränkten, nach der Art des jeweiligen Rechts ausgestalteten, rechtlichen Zugriff auf die Sache, der insoweit aber wiederum dem umfassenden Recht des Eigentümers, dieses seinerseits beschränkend, vorgeht. Die beschränkten dinglichen Rechte sind also Belastungen des Eigentums. Sie berechtigen zur Nutzung, zum Erwerb oder zur Verwertung des belasteten Eigentums. Der im Sachenrecht vorherrschende Typenzwang lässt nur einen überschaubaren Katalog von beschränkten dinglichen Rechten zu, die nicht beliebig erweiterbar sind.
Man unterscheidet folgende Arten:
- Nutzungsrechte:
  - Erbbaurecht nach § 1 Abs. 1 ErbbauRG, in Nordfriesland auch in Gestalt des Stavenrechts
  - Dienstbarkeiten:
    - Grunddienstbarkeit nach §§ 1018 ff. BGB
    - Nießbrauch nach §§ 1030 ff. BGB
    - beschränkte persönliche Dienstbarkeit nach §§ 1090 ff. BGB, z. B. das Wohnungsrecht
- Erwerbsrechte:
  - dingliches Vorkaufsrecht nach §§ 1094 ff. BGB
  - Aneignung nach §§ 958 ff. BGB
- Verwertungsrechte:
  - Reallast nach §§ 1105 ff. BGB
  - Grundpfandrechte:
    - Hypothek nach §§ 1113 ff. BGB
    - Grundschuld nach §§ 1191 ff. BGB
    - Sicherungsgrundschuld nach § 1192 Abs. 1a BGB
    - Rentenschuld nach §§ 1199 ff. BGB

  - Mobiliarpfandrechte:
    - Verpfändung nach §§ 1204 ff. BGB
    - Pfändungspfandrecht nach §§ 808 ff. Zivilprozessordnung

### Entstehung der beschränkten dinglichen Rechte an Grundstücken
- Dingliche Einigung nach § 873, § 104 ff. BGB
- Eintragung des Rechtes in das Grundbuch, § 873 BGB
- Einigsein zum Zeitpunkt der Eintragung
- Berechtigung des Bestellers.

## Form
Während für Rechtsgeschäfte allgemein der Grundsatz der Formfreiheit besteht, gilt indes für die meisten dinglichen Rechtsgeschäfte der Grundsatz der Formfreiheit nicht. So unterliegen sämtliche mit Grundstücken oder grundstücksgleichen Rechten verbundene Rechtsgeschäfte dem Formzwang mindestens der notariellen Beglaubigung oder gar Beurkundung. Grund hierfür ist, dass die meisten dinglichen Rechtsgeschäfte kompliziert sind und deshalb der Belehrung durch einen Notar bedürfen.